# Théniet El Abed
Théniet El Abed è un comune dell'Algeria, situato nella provincia di Batna.